# Asiodynerus
Asiodynerus (лат.) — род одиночных ос (Eumeninae). Палеарктика, (Китай).

## Описание
Осы мелких размеров (около 6 мм). Окраска чёрная с светлыми пятнами и перевязями. Взрослые самки охотятся на личинок насекомых, которые служат кормом для развития собственных личинок осы. От близких родов отличаются следующими признаками: проподеальная вальвула биламеллярная, без поперечного киля и без зубчатого гребня латерально; передняя поверхность переднеспинки гладкая, вертекс с очень мелкими ямками.

## Классификация
Род был выделен в 1977 году для вида Odynerus lucifer Kostylev, 1937, =Asiodynerus lucifer (Kostylev, 1937 (1936)). Род включают в состав подсемейства Eumeninae. Близок к роду Pseudepipona.